# George Spencer-Churchill
Pour les articles homonymes, voir Spencer et Churchill.
Cet article possède des paronymes, voir George Spencer et George Churchill.
George Spencer-Churchill est un nom de personne  notamment porté par :

- George Spencer-Churchill (1766-1840), 5e duc de Marlborough ;
- George Spencer-Churchill (1793-1857), 6e duc de Marlborough ;
- George Spencer-Churchill (1844-1892), 8e duc de Marlborough.